# نشان کالدکوت

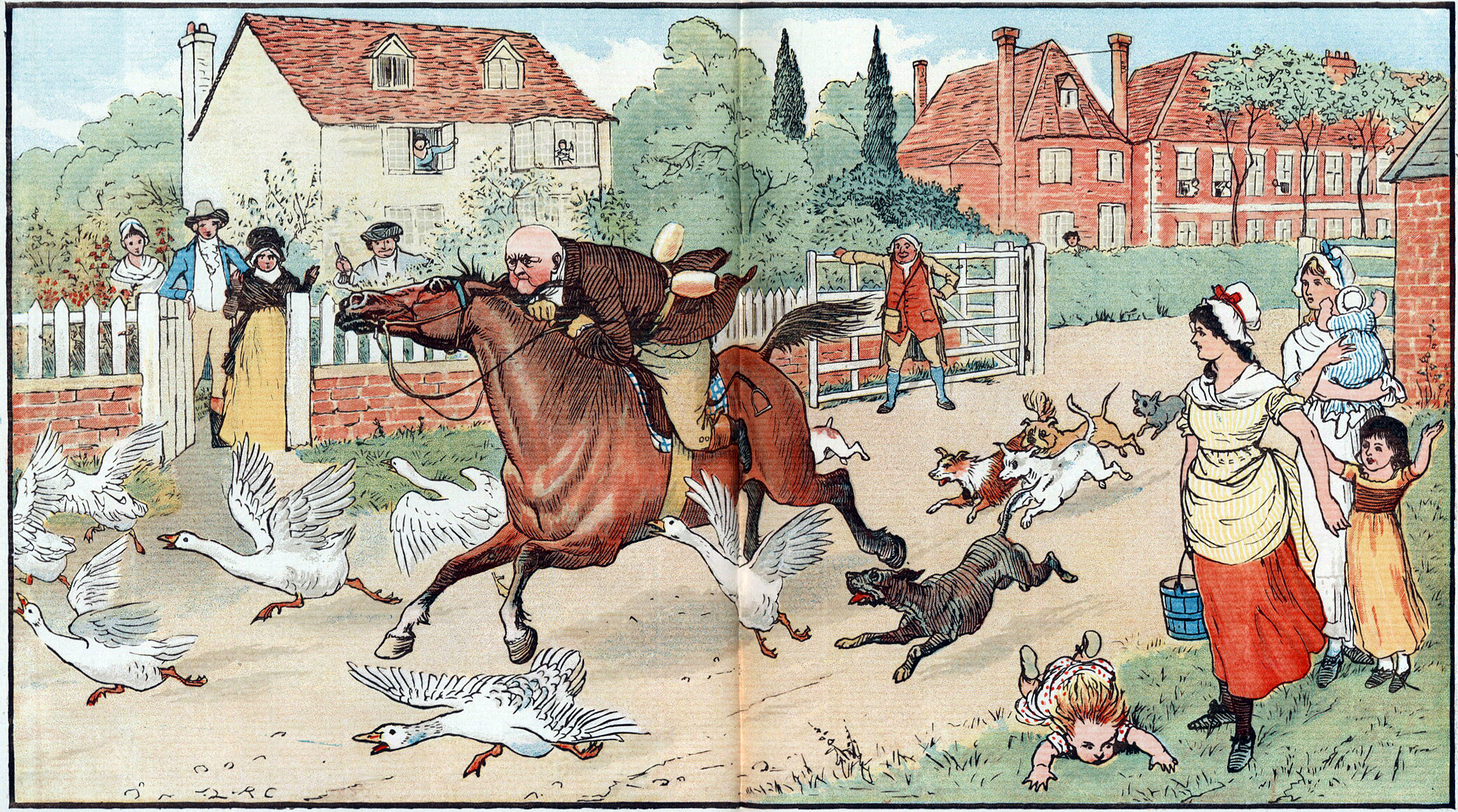
مصور سازی از کالدکوت، جان گیلپین در حال تاختن اسب که به عنوان طرح جلوی نشان کالدکوت برگزیده شد

نشان کالدکوت (انگلیسی: Caldecott Medal) نشانی است که به صورت سالانه و طی برگزاری مراسمی به برجسته‌ترین کتاب مصور آمریکایی تعلق می‌گیرد. این جایزه نخستین مرتبه به کتاب‌های چاپ سال ۱۹۳۷ تعلق گرفت. نشان کالدکوت به بهترین تصویرسازی اهدا می‌شود که توسط انجمن خدمات کتابخانه برای کودکان [بخشی از انجمن کتابداران آمریکا] برگزیده شده باشد. این جایزه برگرفته از نام راندولف کالدکوت تصویرگر انگلیسی قرن نوزدهم است. طرح نشان را رنه پاول چامبلان در سال ۱۹۳۷ طراحی کرده‌است. طرح جلوی نشان برگرفته از یکی از تصویرگری‌های راندولف کالدکوت برای تصنیف داستان مفرح جان گیلپین سروده ویلیام کوپر است که جان گیپلین را در حال تاختن با اسب نشان می‌دهد. طرح پشت نشان نیز برگرفته از تصویرگریِ کالدکوت برای ترانه‌ای کودکانه است. نشان کالدکوت و نشان نیوبری جزو معتبرترین جوایز ادبی کتاب کودکان و نوجوانان در آمریکا هستند.

## معیارها و شرایط اهدای جایزه
برای دریافت جایزه توسط انجمن شرایطی هم لحاظ گردیده که مهمترین آنها به شرح ذیل می‌باشد.
- هنرمند، باید شهروند یا مقیم آمریکا باشد و تصاویر نامزد شده باید ویژهٔ چاپ اصلی کتاب باشد که ابتدا یا به‌طور همزمان در آمریکا و انگلیس چاپ شده‌است.
- کتاب مصور نامزد شده باید شامل برخی شرایط باشد از جمله اینکه:

1. تصاویر، باید یک تجربهٔ بصری ناب را فراهم آورد.
2. تصاویر، باید دارای یک وحدت و یکپارچگی جمعی در راستای خط اصلی داستان باشند.
3. تصاویر، باید در توسعه و گسترش داستان کمک شایانی داشته باشند.

- نشان تعلق می‌گیرد به اثری که تصاویر برجسته را در یک کتاب مصور و برای تعالی روحی و بصری کودکان فراهم آورده باشد
- کتاب و تصاویر باید مستقل از رسانه‌های دیگر باشد نه مشترک یا زیر مجموعه‌ای از آنها